# Gustaf Klarén
Gustaf Klarén est un lutteur suédois spécialiste de la lutte libre né le 30 mars 1906  et mort le 27 septembre 1984.

## Biographie
Gustaf Klarén participe aux Jeux olympiques d'été de 1932 à Los Angeles dans la catégorie des poids légers et remporte la médaille de bronze.